# Eleotridae
Famille
Les Eleotridae (éléotridés en français) sont une famille de poissons de l'ordre des Gobiiformes originaire des régions tropicales de l'océan Indien et du Pacifique.
Selon les sources, elle comprend entre 22 et 60 genres et entre 139 et 212 espèces (voir la section Systématique ci-dessous). Ils passent le début de leur vie en mer et si quelques-uns y passent toute leur vie, la plupart des adultes remontent vivre dans les eaux douces ou saumâtres.
Ils jouent un rôle important comme prédateurs (un peu comme les poissons-chats ailleurs) dans les écosystèmes aquatiques d'îles comme la Nouvelle-Zélande ou les îles Hawaii.
Anatomiquement, ils ressemblent beaucoup aux Gobiidae quoique, contrairement à la plupart d'entre eux, ils ne possèdent pas de ventouse pelvienne.
Comme les vrais gobies, ce sont généralement de petits poissons qui vivent sur le substrat parmi la végétation, dans des terriers ou dans les fissures dans les rochers et les récifs coralliens. Bien que l'absence de ventouse pelvienne chez les gobies dormeurs, de concert avec d'autres différences morphologiques, soit utilisée pour distinguer les deux familles, il est largement estimé que les Gobiidae et Eleotridae ont un ancêtre commun. Ils sont tous deux placés dans le sous-ordre Gobioidei, aux côtés de quelques autres petites familles contenant des poissons gobies.
Dormitator et Eleotris sont les deux genres des plus répandus et les plus typiques, avec une grande variété d'espèces marines qui vivent dans les estuaires et en eau douce. Dormitator maculatus atteint jusqu'à environ 30 cm et se répartit largement dans les eaux saumâtres et les eaux marines de la partie sud des États-Unis et du Mexique. Il existe des prédateurs gobies dormeurs beaucoup plus importants, comme Oxyeleotris marmorata, une des espèces d'eau douce de l'Asie du Sud-Est qui peut atteindre 60 cm de long. Toutefois, la plupart sont beaucoup plus petits, tels que les espèces d'eau saumâtre de l'Australie comme Hypseleotris spp., connu localement sous le nom « goujon » (à ne pas confondre avec le Gobio gobio d'eau douce eurasienne cyprinicole, aussi connu comme le goujon).

## Systématique
Le nom valide complet (avec auteur) de ce taxon est Eleotridae Bonaparte, 1835.
La systématique des Eleotridae, comme celle de tous les Gobiiformes, est complexe et a subi des modifications profondes dans le premier quart du XXIe siècle, marqué par la publication en 2017 de l'article de référence de Betancur-R et ses collaborateurs portant sur la révision phylogénétique des poissons osseux. Dans cette révision, parmi de nombreuses autres modifications, les Perciformes (le plus grand ordre parmi les vertébrés) qui étaient jusque là, selon les mots des auteurs, « longtemps considéré comme une poubelle taxonomique polyphylétique », ont été largement remaniés afin de parvenir à une définition monophylétique de cet ordre. Dans cette révision, la famille des Eleotridae est placée dans la subdivision des Percomorphaceae, série des Gobiara, ordre des Gobiiformes, sous-ordre des Gobioidei. Cependant la répartition des groupes qui composent la famille ne fait pas l'objet d'un consensus en encore en 2024. À commencer par la validité de la famille des Butidae Bleeker, 1874, très proche de celle des Eleotridae, que Betancur-R et collaborateurs considèrent comme valide tout comme Fishbase, alors que WoRMS et ECoF, la considèrent comme une sous-famille (Butinae) au sein des Eleotridae. Ces divergences se retrouvent aussi dans les listes des genres rattachés aux Eleotridae dans les principales bases de données relatives aux poissons et animaux marins :
- FishBase recense 22 genres et 139 espèces valides dans la famille Eleotridae[3] et 11 genres et 48 espèces dans la famille Butidae Bleeker, 1874[4] ;
- WoRMS recense 175 espèces valides d'Eleotridae réparties dans 3 sous-familles et 35 genres[5] :
  - Sous-famille Butinae Bleeker, 1874 avec 10 genres et 48 espèces[6]
  - Sous-famille Eleotrinae Bonaparte, 1835 avec 23 genres et 121 espèces[7]
  - Sous-famille Milyeringinae Whitley, 1945 avec 2 genres et 6 espèces[8]
- ECoF de son côté reconnaît 212 espèces valides d'Eleotridae avec 60 genres répartis dans 3 sous-familles[9] :
  - Sous-famille Butinae Bleeker, 1874 avec 24 genres et 55 espèces
  - Sous-famille Eleotrinae Bonaparte, 1835 avec 32 genres et 152 espèces
  - Sous-famille Milyeringinae Whitley, 1945 avec 4 genres et 5 espèces

### Liste des espèces
- Genre Belobranchus
  - Belobranchus belobranchus (Valenciennes, 1837)
- Genre Bostrychus
  - Bostrychus africanus (Steindachner, 1879)
  - Bostrychus aruensis Weber, 1911
  - Bostrychus microphthalmus Hoese & Kottelat, 2005
  - Bostrychus sinensis Lacepède, 1801
  - Bostrychus strigogenys Nichols, 1937
  - Bostrychus zonatus Weber, 1907
- Genre Bunaka
  - Bunaka gyrinoides (Bleeker, 1853)
  - Bunaka pinguis Herre, 1927
- Genre Butis
  - Butis amboinensis (Bleeker, 1853)
  - Butis butis (Hamilton, 1822)
  - Butis gymnopomus (Bleeker, 1853)
  - Butis humeralis (Valenciennes, 1837)
  - Butis koilomatodon (Bleeker, 1849)
  - Butis melanostigma (Bleeker, 1849)
- Genre Calumia
  - Calumia godeffroyi (Günther, 1877)
  - Calumia profunda Larson & Hoese, 1980
- Genre Dormitator
  - Dormitator cubanus Ginsburg, 1953
  - Dormitator latifrons (Richardson, 1844)
  - Dormitator lebretonis (Steindachner, 1870)
  - Dormitator lophocephalus Hoedeman, 1951
  - Dormitator maculatus (Bloch, 1792)
  - Dormitator pleurops (Boulenger, 1909)
- Genre Eleotris
  - Eleotris acanthopoma Bleeker, 1853
  - Eleotris amblyopsis (Cope, 1871)
  - Eleotris andamensis Herre, 1939
  - Eleotris annobonensis Blanc, Cadenat & Stauch, 1968
  - Eleotris aquadulcis Allen & Coates, 1990
  - Eleotris balia Jordan & Seale, 1905
  - Eleotris brachyurus Bleeker, 1849
  - Eleotris daganensis Steindachner, 1870
  - Eleotris fasciatus Chen, 1964
  - Eleotris feai Thys van den Audenaerde & Tortonese, 1974
  - Eleotris fusca (Forster, 1801)
  - Eleotris lutea Day, 1876
  - Eleotris macrocephala (Bleeker, 1857)
  - Eleotris macrolepis (Bleeker, 1875)
  - Eleotris margaritacea Valenciennes, 1837
  - Eleotris mauritianus Bennett, 1832
  - Eleotris melanosoma Bleeker, 1852
  - Eleotris melanura Bleeker, 1849
  - Eleotris oxycephala Temminck & Schlegel, 1845
  - Eleotris pellegrini Maugé, 1984
  - Eleotris perniger (Cope, 1871)
  - Eleotris picta 	Kner, 1863
  - Eleotris pisonis (Gmelin, 1789)
  - Eleotris pseudacanthopomus Bleeker, 1853
  - Eleotris sandwicensis Vaillant & Sauvage, 1875
  - Eleotris senegalensis Steindachner, 1870
  - Eleotris soaresi Playfair, 1867
  - Eleotris tecta Bussing, 1996
  - Eleotris tubularis Heller & Snodgrass, 1903
  - Eleotris vittata Duméril, 1861
  - Eleotris vomerodentata Maugé, 1984
- Genre Erotelis
  - Erotelis armiger Jordan & Richardson, 1895
  - Erotelis shropshirei Hildebrand, 1938
  - Erotelis smaragdus Valenciennes, 1837
- Genre Gobiomorphus
  - Gobiomorphus alpinus Stokell, 1962
  - Gobiomorphus australis (Krefft, 1864)
  - Gobiomorphus basalis (Gray, 1842)
  - Gobiomorphus breviceps (Stokell, 1939)
  - Gobiomorphus cotidianus McDowall, 1975
  - Gobiomorphus coxii (Krefft, 1864)
  - Gobiomorphus gobioides (Valenciennes, 1837)
  - Gobiomorphus hubbsi (Stokell, 1959)
  - Gobiomorphus huttoni (Ogilby, 1894)
- Genre Gobiomorus
  - Gobiomorus dormitor Lacepède, 1800
  - Gobiomorus lateralis (Gill, 1860)
  - Gobiomorus maculatus (Günther, 1859)
  - Gobiomorus polylepis Ginsburg, 1953
- Genre Grahamichthys
  - Grahamichthys radiata Valenciennes, 1837
- Genre Guavina
  - Guavina guavina (Valenciennes, 1837)
  - Guavina micropus Ginsburg, 1953
- Genre Hemieleotris
  - Hemieleotris latifasciata (Meek & Hildebrand, 1912)
  - Hemieleotris levis Eigenmann, 1918
- Genre Hypseleotris
  - Hypseleotris agilis Herre, 1927
  - Hypseleotris aurea (Shipway, 1950)
  - Hypseleotris barrawayi Larson, 2007
  - Hypseleotris bipartita Herre, 1927
  - Hypseleotris compressa (Krefft, 1864)
  - Hypseleotris compressocephalus (Chen, 1985)
  - Hypseleotris cyprinoides (Valenciennes, 1837)
  - Hypseleotris dayi Smith, 1950
  - Hypseleotris ejuncida Hoese & Allen, 1982
  - Hypseleotris everetti (Boulenger, 1895)
  - Hypseleotris galii (Ogilby, 1898)
  - Hypseleotris guentheri (Bleeker, 1875)
  - Hypseleotris kimberleyensis Hoese & Allen, 1982
  - Hypseleotris klunzingeri (Ogilby, 1898)
  - Hypseleotris leuciscus (Bleeker, 1853)
  - Hypseleotris pangel Herre, 1927
  - Hypseleotris regalis Hoese & Allen, 1982
  - Hypseleotris tohizonae (Steindachner, 1880)
- Genre Incara
  - Incara multisquamatus Rao, 1871
- Genre Kimberleyeleotris
  - Kimberleyeleotris hutchinsi Hoese & Allen, 1987
  - Kimberleyeleotris notata Hoese & Allen, 1987
- Genre Kribia
  - Kribia kribensis (Boulenger, 1907)
  - Kribia leonensis (Boulenger, 1916)
  - Kribia nana (Boulenger, 1901)
  - Kribia uellensis (Boulenger, 1913)
- Genre Leptophilypnus
  - Leptophilypnus fluviatilis Meek & Hildebrand, 1916
  - Leptophilypnus guatemalensis Thacker & Pezold, 2006[10].
  - Leptophilypnus mindii (Meek & Hildebrand, 1916)
- Genre Microphilypnus
  - Microphilypnus amazonicus Myers, 1927
  - Microphilypnus macrostoma Myers, 1927
  - Microphilypnus ternetzi Myers, 1927
- Genre Milyeringa
  - Milyeringa veritas Whitley, 1945
- Genus Mogurnda
  - Mogurnda adspersa (Castelnau, 1878)
  - Mogurnda aiwasoensis Allen & Renyaan, 1996
  - Mogurnda aurifodinae Whitley, 1938
  - Mogurnda cingulata Allen & Hoese, 1991
  - Mogurnda clivicola Allen & Jenkins, 1999
  - Mogurnda furva Allen & Hoese, 1986
  - Mogurnda kaifayama Allen & Jenkins, 1999
  - Mogurnda kutubuensis Allen & Hoese, 1986
  - Mogurnda larapintae (Zietz, 1896)
  - Mogurnda lineata Allen & Hoese, 1991
  - Mogurnda maccuneae Jenkins, Buston & Allen, 2000
  - Mogurnda magna Allen & Renyaan, 1996
  - Mogurnda malsmithi Allen & Jebb, 1993
  - Mogurnda mbuta Allen & Jenkins, 1999
  - Mogurnda mogurnda (Richardson, 1844)
  - Mogurnda mosa Jenkins, Buston & Allen, 2000
  - Mogurnda nesolepis (Weber, 1907)
  - Mogurnda oligolepis Allen & Jenkins, 1999
  - Mogurnda orientalis Allen & Hoese, 1991
  - Mogurnda pardalis Allen & Renyaan, 1996
  - Mogurnda pulchra Horsthemke & Staeck, 1990
  - Mogurnda spilota Allen & Hoese, 1986
  - Mogurnda thermophila Allen & Jenkins, 1999
  - Mogurnda variegata Nichols, 1951
  - Mogurnda vitta Allen & Hoese, 1986
  - Mogurnda wapoga Allen, Jenkins & Renyaan, 1999
- Genre Odonteleotris
  - Odonteleotris canina Bleeker, 1849
  - Odonteleotris macrodon Bleeker, 1854
- Genre Ophieleotris
  - Ophieleotris aporos (Bleeker, 1854)
- Genre Ophiocara
  - Ophiocara macrolepidota (Bloch, 1792)
  - Ophiocara porocephala (Valenciennes, 1837)
- Genre Oxyeleotris
  - Oxyeleotris altipinna Allen & Renyaan, 1996
  - Oxyeleotris aruensis (Weber, 1911)
  - Oxyeleotris caeca Allen, 1996
  - Oxyeleotris expatria (Herre, 1927)
  - Oxyeleotris fimbriata (Weber, 1907)
  - Oxyeleotris herwerdenii (Weber, 1910)
  - Oxyeleotris heterodon (Weber, 1907)
  - Oxyeleotris lineolata (Steindachner, 1867)
  - Oxyeleotris marmorata (Bleeker, 1852)
  - Oxyeleotris nullipora Roberts, 1978
  - Oxyeleotris paucipora Roberts, 1978
  - Oxyeleotris selheimi (Macleay, 1884)
  - Oxyeleotris siamensis (Günther, 1861)
  - Oxyeleotris urophthalmoides (Bleeker, 1853)
  - Oxyeleotris urophthalmus (Bleeker, 1851)
  - Oxyeleotris wisselensis Allen & Boeseman, 1982
- Genre Parviparma
  - Parviparma straminea Herre, 1927
- Genre Philypnodon
  - Philypnodon grandiceps (Krefft, 1864)
- Genre Philypnus
  - Philypnus macrolepis Wu & Ni, 1986
- Genre Pogoneleotris
  - Pogoneleotris heterolepis (Günther, 1869)
- Genre Prionobutis
  - Prionobutis dasyrhynchus (Günther, 1868)
  - Prionobutis microps (Weber, 1907)
- Genre Ratsirakia
  - Ratsirakia legendrei (Pellegrin, 1919)
- Genre Tateurndina
  - Tateurndina ocellicauda Nichols, 1955
- Genre Thalasseleotris
  - Thalasseleotris adela Hoese & Larson, 1987
- Genre Typhleotris
  - Typhleotris madagascariensis Petit, 1933
  - Typhleotris pauliani Arnoult, 1959

## Publication originale
(it) Bonaparte, C. L., Prodromus systematis ichthyologiae, vol. Tomo 4 (1840), Jacopo Marsigli, 1835, 528 p. (lire en ligne ), « Nuovi annali delle scienze naturali », p. 181‑196, 272‑277